# Trichomorellia spinifera
Trichomorellia spinifera är en tvåvingeart som först beskrevs av Wulp 1883.  Trichomorellia spinifera ingår i släktet Trichomorellia och familjen husflugor. Inga underarter finns listade i Catalogue of Life.